# LUMEN

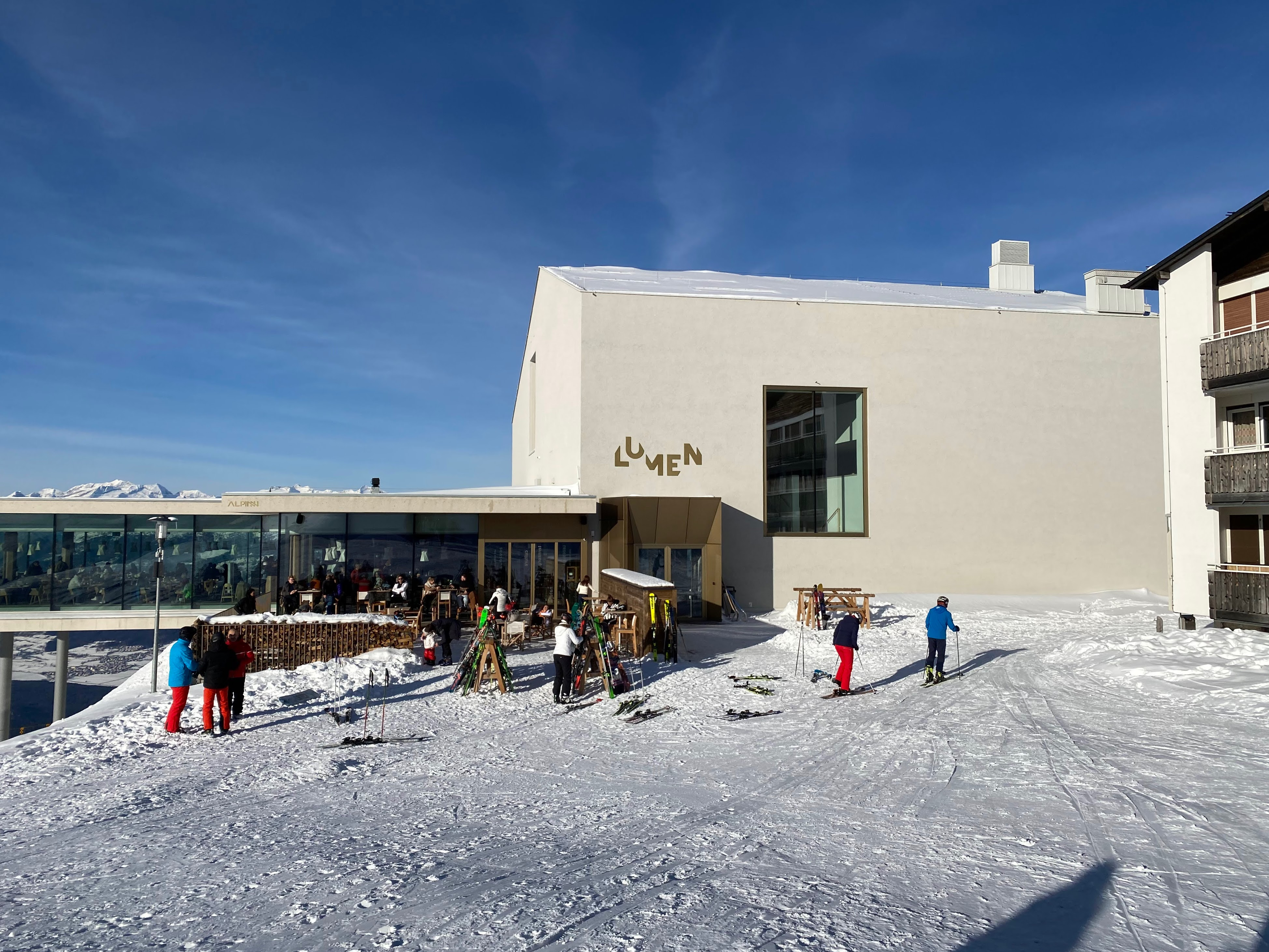

Bergfotografiemuseum LUMEN is een museum op de top van de Italiaanse berg Kronplatz in Zuid-Tirol. Het museum werd geopend in december 2018. Het museum is opgevat als aanvulling op het Messner Mountain Museum. In LUMEN wordt aandacht besteed aan de geschiedenis van de bergfotografie, met oude camera's, oude en nieuwe foto's van gebergtes.